# Giovanni Falcone
Giovanni Falcone, italijanski sodnik, * 18. maj 1939, Palermo, † 23. maj 1992, Capaci.
Giovanni Falcone je bil italijanski tožilec, ki se specializiral za preiskave zločinov mafije skupaj s prijateljem Paolom Borsellinom. Oba sta bila ubita v bombnih atentatih, ki jih je izvedla mafija.
Falcone je bil najbolj zaslužen za veliko sojenje mafiji, ki se je začelo 10. februarja 1986. Od 474 obdolžencev jih je bilo 360 obtoženih za različne zločine. Sojenje je omogočilo priznanje bivšega mafijca Tommasa Buscetta, ki je bil prvi predstavnik mafije, ki je sodeloval z zakonom.
Falcone je bil ubit v atentatu skupaj z ženo Francesco Morvillo ter s tremi policisti.